# 阿伏苯宗
阿伏苯宗 (英語：Avobenzone,商品名: Parsol 1789, Eusolex 9020, Escalol 517 等。INCI名稱:Butyl Methoxydibenzoylmethane) 阿伏苯宗為USAN名稱。為一使用於防曬產品中的脂溶性成分，能夠吸收所有波段的 UVA(約 315至400奈米)，是二苯甲酰甲烷(DBM)的衍生物。其中，阿伏苯宗對於波長 357奈米的 UVA吸收率最高。
因為相較於其他化學防曬劑它能夠吸收相當大範圍波段的紫外光，因此被廣泛地使用於許多標榜广谱防曬產品中。

## 歷史
阿伏苯宗於1973年取得專利，並於分別於1978年及1988年由歐盟與FDA核准。現在於世界各地都核可使用。